# Буда (Рашка)
Буда (рум. Buda) насеље је у Румунији у округу Сучава у општини Рашка. Oпштина се налази на надморској висини од 423 m.

## Становништво
Према подацима из 2002. године у насељу је живело 753 становника, од којих су сви румунске националности.